# Restrepiella
Restrepiella é um género botânico pertencente à família das orquídeas (Orchidaceae). Existe desde a Florida ate a Colômbia. Gênero com somente uma espécies, recentemente uma segunda espécie foi descoberta na Costa Rica entretanto ainda não foi formalmente descrita.

## Espécies
1. Restrepiella ophiocephala (Lindl.) Garay & Dunst., Venez. Orchids Ill. 4: 266 (1966).